# Gold(III)-acetat
Gold(III)-acetat ist eine chemische Verbindung des Golds aus der Gruppe der Acetate.

## Gewinnung und Darstellung
Gold(III)-acetat kann durch Reaktion von Gold(III)-hydroxid mit Eisessig gewonnen werden.

## Eigenschaften
Gold(III)-acetat ist ein Feststoff, der wenig löslich in Wasser ist.

## Verwendung
Gold(III)-acetat kann zur Herstellung von Goldnanopartikeln verwendet werden. Auch weitere Anwendungen sind bekannt.